# Johanna Vaude
Pour les articles homonymes, voir Vaude (homonymie).
Johanna Vaude est une artiste pluridisciplinaire, musicienne, vidéaste et réalisatrice française.

## Biographie

### Formation
Johanna Vaude a étudié les arts plastiques et le cinéma. Durant ses études, elle découvre le cinéma expérimental et réalise, dès la fin des années 1990, des « films hybrides » qui mêlent différentes influences artistiques, explorant différents genres, fusionnant le visuel et le musical dans des narrations métaphoriques.

### Parcours
Elle pratique la photo, la peinture, la vidéo, le dessin, la poésie, la bande dessinée, les installations. « Elle propose un cinéma libre et sauvage, un cinéma sans règle et sans dogme. »
La chaîne Arte lui consacre un portrait le 13 juillet 2005, dans son magazine hebdomadaire Court-circuit.
La musique ayant une grande importance dans ses réalisations, elle commence à partir de 2005 à créer elle-même ses bandes sonores.
En 2006, une carte blanche lui est confiée à la Cinémathèque française, « Greffe, fusion, hérédité : l’hybridation et les nouvelles technologies selon Johanna Vaude », basée sur ses recherches mêlant arts et sciences qui sera suivie en 2008 par l'édition d'un DVD monographique intitulé Hybride,.
En 2008, un extrait de son film L’Œil sauvage fait partie de l’installation TH.2058 créée par Dominique Gonzalez-Foerster et présentée à la Tate Modern de Londres.
Depuis 2011, elle est une créatrice régulière pour l'émission sur le cinéma Blow Up de la chaîne Arte. L'émission lui laisse carte blanche pour réaliser, sous forme de montage et musique, des vidéos mashup en hommage au septième art.
En 2017, elle reçoit le prix Label Image par les Passeurs de Lumière (« Johanna Vaude, alchimiste de l'image ») à la SCAM.
En 2019, sa vidéo I'm more than a machine (les robots au cinéma) est exposée à la Philharmonie de Paris durant l'exposition Electro consacrée à la musique électronique (« De Kraftwerk à Daft Punk »). L'exposition se poursuit en 2020 et 2021 au Design Museum de Londres puis au Museum Kunstpalast de Düsseldorf jusqu'en 2022.
Fin 2020, la plateforme de streaming medici.tv lui donne carte blanche pour une vidéo musicale en hommage aux artistes du monde de la musique classique, d'après la célèbre phrase de Louise Bourgeois : « Art is a garanty of sanity ».
Télérama sélectionne son court-métrage Samouraï pour sa plateforme, lui donnant 3 TTT  puis 4 TTTT  pour signifier leur enthousiasme.  
Ses vidéos Conforme et Au cinéma ! sont nommées Meilleure essaie vidéo (Best video Essay 2022) sur Sight and Sound, ainsi que "Searching for Incognita" et "Mind Autopsy" (Best vidéo Essay 2023) sur BFI - British Film Institut. 

### Diffusion de l'œuvre
Ses films et vidéos sont projetés en France et à l'international dans des festivals et lieux culturels où divers focus sur son œuvre sont présentés.

## Filmographie

### Films et vidéos

#### Cartes blanches et films musicaux
- 2022 : Au cinéma !, produit par la Pellicule ensorcelée
- 2020 : Art is a garanty of sanity, produit par medici.tv
- 2013 : System Overload, produit par Sacrebleu Productions
- 2012 : I told you this would happen, video music, label Rabeat's cage

#### Carte blanche surBlow Up
(Sur Arte.tv)
- 2024 : My Blood for Liberty [Les gladiateurs au cinéma]
- 2024 : Soul Calling [hommage à Anya Taylor-Joy]
- 2024 : Lost Dreams Quest [hommage à Sofia Coppola]
- 2023 : Mind Autopsy [hommage à David Fincher]
- 2023 : ''Rage against the dying of the light'' [hommage à Christopher Nolan]
- 2023 : Searching for Incognita [les explorateurs et aventuriers au cinéma]
- 2023 : Since the Dawn of Time [hommage à M.Night Shyamalan]
- 2022 : Move on with life [hommage à Julianne Moore]
- 2022 : Last Survivor [hommage à Sigourney Weaver]
- 2021 : Secrets of ghosts [hommage à Mulholland Drive de David Lynch]
- 2021 : Facets of Women [hommage à Amy Adams]
- 2021 : Remind Love [hommage à In the Mood for Love de Wong Kar-wai]
- 2020 : Extreme is my name [hommage à Kathryn Bigelow]
- 2020 : Conforme [les dystopies au cinéma]
- 2019 : Monsters call [les monstres au cinéma]
- 2019 : Asphalte [les gangs de rue au cinéma]
- 2018 : Un peu de romantisme par Johanna Vaude [romantisme et cinéma]
- 2017 : Chargez ! [les charges au cinéma]
- 2017 : The end of innocence [hommage à Michael Cimino]
- 2016 : Hig-Tech Exploration [les nouvelles technologies au cinéma]
- 2016 : Free Play [hommage à Michael Shannon]
- 2016 : Batman V Superman [hommage aux héros Batman et Superman]
- 2016 : Chronovision [hommage aux voyages dans le temps au cinéma]
- 2015 : Sam Peckinpah [hommage à Sam Peckinpah]
- 2015 : The smell of gasoline [hommage à la trilogie Mad Max de George Miller]
- 2015 : I'm more than a machine [les robots au cinéma][19],[20]
- 2015 : Western Wind - I trust my feelings [hommage à Scarlett Johansson][21],[22]
- 2014 : This film should be played loud [hommage à Abel Ferrara]
- 2014 : Calling from somewhere [hommage à Jim Jarmusch]
- 2013 : Remember futur replications of human experiences [hommage à Blade Runner de Ridley Scott]
- 2013 : Game fever [hommage au thème du casino au cinéma]
- 2013 : Experimental Art Martial Film [hommage aux films d'arts martiaux]
- 2013 : Psychodelic [hommage à Quentin Tarantino]
- 2012 : Fragmente einer Zivilisation [hommage à Werner Herzog]
- 2012 : Listen & Look [hommage à Tree of Life de Terrence Malick][23]
- 2012 : Let's Fight ! [hommage à la boxe au cinéma]
- 2012 : Inner Stranger [hommage à Leonardo DiCaprio]
- 2011 : Color Shoot [hommage au western][3]
- 2011 : Beyond Fiction [hommage à John Carpenter]
- 2011 : I turn home [hommage à Stanley Kubrick]
- 2011 : UFO Dreams [hommage aux ovnis et aux extraterrestres au cinéma][24]

### Films «hybrides»
- 2009 : Hypnotic - réalisé pour l'installation Film d'Attraction de Dominique Gonzalez-Foerster
- 2009 : Impressions - d'après les Cinématons de Gérard Courant
- 2008 : Anticipation
- 2007 : Exploration
- 2006 : De l'Amort
- 2005 : Asleep
- 2005 : Totalité Remix
- 2002 : Samouraï
- 2001 : Notre Icare
- 1999 : Totalité
- 1998 : L'Œil sauvage
- 1997 : Autoportrait et le monde

## Éditions de DVD, écrits
- 2008 : Hybride, édition DVD[7] (BNF 41204030) Une sélection de six films : L'Œil sauvage, Notre Icare, Samouraï, Totalité remix, De l'Amort et Exploration[6].
- 2009 : Avec Bernard Andrieu & Fabien Coutarel (dir.), « Greffe, fusion, hérédité : l’hybridation dans le cinéma expérimental contemporain »[5], revue Corps no 6, éditions Dilecta.
- 2009 : Impressions, édition DVD, Bref, le magazine du court métrage, « Petite collection »[25], no 88 (juillet-août)  (ISSN 0759-6898).
- 2010 : Avec Nicole Brenez et Bidhan Jacobs (dir.), Histo.art sur le cinéma critique volume II. L’hybridation dans le cinéma expérimental contemporain, Presses de l'université Paris-Sorbonne.
- 2012 : Avec Simone Dompeyre et Céline Canton (dir.), Notes et pensées sur une soirée à Traverse Vidéo, catalogue Traverse Vidéo

#### Ouvrages
- Jihoon Kim, Between Film, Video and the Digital - Hybrid Moving Images in the post-Media Age, Bloomsbury Publishing USA, juillet 2016.
- Cinéma expérimental, abécédaire pour une contre-culture, Raphaël Bassan, Yellow Now, juin 2014.
- Bernard Andrieu, Corps & Couleurs, "L’hybride", CNRS éditions, dir. Pascal Blanchard, Gilles Boëtsch, Dominique Chevé, pages 138-147, 2008.
- Nicole Brenez, Meaghan Morris, Siu Leung Li, Stephen Chan Ching-kiu (dir.), Hong-Kong connections : transnational imagination in action cinema. The secrets of Movement: The influence of Hong Kong Action Cinema Upon the Contemporary French Avant-Garde, Hong-Kong University Press, 2005.
  - (fr) Nicole Brenez, Le Corps expérimental. Influences du cinéma de Hong-Kong sur les recherches visuelles en France, octobre 2007.
- Raphaël Bassan, Jacky Evrard et Jacques Kermabon (dir.), Une encyclopédie du court métrage français. Cinéma d’avant-garde et expérimental en France, Yellow Now.

#### Presse papier (revues et journaux - sélection)
- TTT. « On aime passionnément ! Samouraï : expérience multisensorielle ! » par la rédaction, p. 78-79. Télérama n° 3746, du 30 octobre au 5 novembre 2021.
- « Incidence de l’imaginaire cinématographique. La cinéphilie créative dans les recut réalisés par Johanna Vaude pour Blow Up Arte » par Rodolphe Olcèse, p. 15 à 28, revue CIRCAV n° 26 Cinéma et Internet : représentations, circulations, réceptions, éditions L'Harmattan.
- « Le cinéma samplé. De l'art du remploi dans le 7e art », (Listen & Look [Tree of Life par Johanna Vaude] dans le top 5 de Luc Lagier), revue Bref n° 118, p. 24 à 34, février 2016.
- Double couverture du Millennium Film Journal n° 60, The voice of Artist Cinema, New York.
- « Cadavre exquis » par Vincent Ostria, p. 90-91, Les Inrockuptibles, n° 892, janvier 2013.
- « Exploration de Johanna Vaude » par Rodolphe Olcèse, p. 60, Bref n° 81, janvier-avril 2008. « Il est beau que nous puissions y voir une allégorie de la pratique cinématographique, grandie, possiblement, de la lucidité des larmes. » R. Olcèse.
- « Icaro in la intimidade » par Gonzalo De Pedro, p. 69. Cahiers du cinéma espagnol n° 10, 20 mars 2008.
- « Johanna Vaude/Lowave : DVD Hybride » par Bidhan Jacobs, p. 18-29, Turbulences Vidéo #56, juillet 2007.
- « L’art de l’hybridation selon Johanna Vaude » par Raphaël Bassan, p. 31, Zeuxis n° 25 (15 septembre), 2005.
- « Cinéma expérimental : Johanna Vaude », p. 26, Trois Couleurs #29, hiver 2004-2005.
- « Voyage musical et plastique au cœur des êtres » par Vivien Villani, p. 42-43, Cinéastes n° 6, printemps 2002.
- « Confrontations en tous genres » par Nicolas Schmerkin, p. 22, Repérages #28, avril 2002.
- « Farouchement indépendant » par Stéphane du Mesnildot, p. 55, Le Technicien du film n° 513, juillet/septembre 2001.
- « Expérimentaux ou simplement cinéastes ? » par Raphaël Bassan, Bref n°47, hiver 2000/01.
- « Jeunes et expérimentaux » par Didier Péron, Libération, pages Culture, mercredi 14 juin 2000. « Enthousiasme. En voyant ces films, mais aussi ceux flamboyants à s’en retourner les yeux de la très jeune Johanna Vaude qu’elle fabrique avec ciseaux et encre de chine comme des opéras psychédéliques faits main, en écoutant Photek ou As One à fond la caisse (L’Œil sauvage, Autoportrait et le monde…), on ne peut qu’être frappé par la diversité des approches et l’extrême enthousiasme qui les guide. » D. Péron.

#### Sur Internet (sélection)
- Télé Star, 5 « Belles vidéos artistiques à regarder en ce moment sur le site Arte.tv » / Carte Blanche - Casinos et cinéma par Johanna Vaude, Blow Up.
- Télérama.fr, « Bravo ! pour Samouraï », critique par Anne Dessuant.
- Digital Arts, "How electronic music history was remixed for The Design Museum"
- Première.fr, « La carrière de Scarlett Johansson revisitée dans un fascinant clip psychédélique »
- Les Inrockuptibles, « Tomber amoureux de Scarlett Johansson en 5 minutes », Marilou Duponchel.
- NOWNESS, Mad Max Super-Edit, USA.
- Objectif Cinéma, Dossier Johanna Vaude.

#### Catalogues
- Electro. De Kraftwerk à Daft Punk, Philharmonie, 2019.
- Prix Label Image, « Johanna Vaude alchimiste de l'image », Passeur de Lumière, 2017.
- Traverse Vidéo, « Le regard de Yusef Sayed sur Johanna Vaude », texte paru sur Little White Lies et traduit par Simone Dompeyre et Céline Canton (dir.), septembre 2012.
- Traverse Vidéo, « Johanna Vaude à la Cinémathèque française de Toulouse » par Simone Dompeyre, 2006, p. 90-92.
- 39 Mostra Internazionale del Nuevo Cinema, Wild eyes par Stefano Masi, Rome, été 2003.
- Independent Film Show, In the abysse of emulsion. The renaissance of experimental film in France par Stefano Masi, e-m arts, Naples, 2002.
- Festival Côté Court de Pantin, L'Élan du cœur, les films de Johanna Vaude par Agathe Dreyfus, 2002.
- Jeune, dure et pure ! Une histoire du cinéma d’avant-garde et expérimental en France, « Notre intimité collective » par Agathe Dreyfus, dir. Nicole Brenez et Christian Lebrat, 2000.

### Entretiens
- À bras le corps, « Rencontre avec Johanna Vaude » par Rodolphe Olcèse.
- Revue Débordements, « Fragments de pensées pour une libre créativité » par Johanna Vaude
- Visual404, « Experience not found » par Laura del Moral, Espagne
- Émission La Vignette par Aude Lavigne sur France Culture avec Johanna Vaude